# Jackie Doyle-Price
Jacqueline Doyle-Price (née le 5 août 1969) est une femme politique du Parti conservateur britannique et ancienne fonctionnaire. Elle est députée de Thurrock de 2010 à 2024.

## Jeunesse et carrière
Elle est née le 5 août 1969 à Sheffield, dans le Yorkshire du Sud. Elle est élevée dans un logement social, son père étant constructeur et sa mère travaillant à Woolworths. Elle fait ses études à l'école secondaire Notre-Dame de Sheffield et étudie l'économie au University College de Durham. Après avoir obtenu son diplôme, elle travaille pour la Sheffield Enterprise Agency et pour la police du South Yorkshire. Plus tard, elle devient responsable parlementaire de la Corporation de la Cité de Londres puis secrétaire privée du Lord-maire de Londres avant de travailler comme défenseur des consommateurs pour la Financial Services Authority.

## Carrière parlementaire
Elle se présente sans succès en tant que candidate du Parti conservateur à Sheffield Hillsborough aux élections générales de 2005, terminant troisième avec 15,02% des voix.
Elle est élue députée de Thurrock pour le Parti conservateur lors des élections générales de 2010, avec une majorité de 92 voix (0,2%) après deux recomptages. Elle conserve son siège en mai 2015, avec une majorité de 536 voix après un recomptage, et en juin 2017 avec une majorité de 345 voix.
Elle prononce son premier discours le 28 juin 2010, parlant de la nécessité d'une réforme de l'aide sociale. En juin 2010, elle est nommée à la commission chargée d'examiner les dépenses du gouvernement et de déterminer si elles permettent d'optimiser les ressources. En mai 2012, elle est élue présidente du All Party Gurkha Welfare Group.
Au Parlement de 2010, elle est membre des «quarante» - les quarante députés conservateurs avec la plus petite majorité. À la suite du succès de l'UKIP aux élections locales de 2013, elle déclare: « Voir des collègues parlementaires qui appellent à une association toujours plus étroite avec l'UKIP est exaspérant pour ceux d'entre nous qui sont au front de la lutte contre le travail pour obtenir une majorité pour le Parti conservateur ».
Elle coparraine le projet de loi sur le référendum sur l'adhésion à l'UE, qui fait l'objet d'une deuxième lecture le 5 juillet 2013. Le 14 janvier 2014, elle dirige un débat à Westminster Hall sur les options pour le nouveau passage inférieur de la Tamise.
Elle est opposée au Brexit avant le Référendum sur l'appartenance du Royaume-Uni à l'Union européenne de 2016. Elle est critiquée par ceux qui cherchent un Brexit complet / dur en septembre 2018 après avoir publiquement rejeté les propositions de la députée conservatrice Andrea Jenkyns concernant le projet du gouvernement de quitter l'Union européenne.

### Nomination au gouvernement
À la suite des élections générales de 2015, Elle est nommée whip adjoint. Le 2 décembre 2015, elle est l'un des scrutateurs des «Ayes» (les députés soutenant les bombardements britanniques en Syrie) et le 1er février 2017, elle est la scrutatrice du gouvernement qui annonce le résultat du vote pour déclencher l'article 50 du traité de Lisbonne,. À la suite des élections de 2017, elle est nommée sous-secrétaire d'État parlementaire au ministère de la Santé. En juillet 2017, elle prend la parole au Parlement dans son nouveau rôle, répondant à une question d'un "shadow" du DUP. En octobre 2018, elle est nommée ministre de la prévention du suicide et de la santé mentale, un nouveau poste au ministère de la Santé et des Affaires sociales, et copréside le groupe de travail sur la santé mentale des femmes,. Elle quitte le gouvernement après l'élection de Boris Johnson à la tête du Parti conservateur.
Elle est Ministre d'État à l'Industrie du 6 septembre au 27 octobre 2022 dans le gouvernement Truss.

### Emploi du partenaire
Elle emploie son partenaire Mark Coxshall en tant que chef de bureau à temps partiel avec un salaire allant jusqu'à 30 000 £.
Coxshall, qui est conseiller du Parti conservateur à Thurrock depuis 2010, est impliqué dans un certain nombre d'incidents controversés. En août 2013, il fait l'objet d'une enquête de la police pour des propos prétendument «racistes» sur les voyageurs; il nie les allégations et n'a pas été poursuivi par la suite,. En janvier 2015, il est critiqué par des conseillers rivaux pour avoir juré à plusieurs reprises lors de réunions formelles du conseil, tandis que son apparence négligée lors des réunions de la Essex Fire Authority est critiqué en mars 2016,.